# ラフィング・ストック
『ラフィング・ストック』(Laughing Stock)は、イギリスの音楽グループ、トーク・トークの5枚目のスタジオ・アルバム。1991年9月16日発売。

## 制作
レコーディング前にベーシストのポール・ウェッブが脱退し、オリジナル・メンバーは2人だけとなった。前作『スピリット・オブ・エデン』に同じく、多数のゲスト・ミュージシャンの即興演奏を元に制作され、ジャズ～アンビエント風のサウンドを展開した。ジャズレーベルであるヴァーヴ・レコードからのリリース。全英26位を記録した。メンバーのマーク・ホリスが育児、家庭に専念するためバンドを脱退、本作がラスト・アルバムとなった。

## 評価
ピッチフォーク・メディアは本作のレヴューにおいて10点中10点のスコアを与え、1990年代のベストアルバムリストの11位に本作を付けた。

## 収録曲
1. マーマン - "Myrrhman" - 5:33
2. 昇天祭 - "Ascension Day" - 6:00
3. 大洪水のあとで - "After the Flood" - 9:39
4. タップヘッド - "Taphead" - 7:39
5. ニュー・グラス - "New Grass" - 9:40
6. リュネイ - "Runeii" - 4:58

## 参加ミュージシャン
- マーク・ホリス - ボーカル、ピアノ、オルガン、ギター
- リー・ハリス - ドラムス

### その他ミュージシャン
- ティム・フリーズ・グリーン - オルガン、ピアノ、ハーモニウム
- マーク・フェルサム - ハーモニカ
- マーティン・ディッチャム - パーカッション
- レヴィン・アンドレッド、スティーヴン・ティーズ、ジョージ・ロバートソン、ギャヴィン・ライト、ジャック・グリックマン、ウィルフ・ギブソン、ガーフィールド・ジャクソン - ヴィオラ
- サイモン・エドワーズ、アーネスト・モスル - アコースティック・ベース
- ロジャー・スミス、ポール・ケッグ - チェロ
- ヘンリー・ロウサー - トランペット、フリューゲルホルン
- デイヴ・ホワイト - コントラバスクラリネット